# Juan Bernal Segura
Juan Bernal Segura (Cartagena, 1888-Cartagena, 1972) fue un militar y arabista español.

## Biografía
Nacido en 1888 en la localidad de Cartagena, fue militar de carrera. Número uno de su promoción, con 16 años participó como teniente con mando en tropa en la guerra de África. Allí se le distinguió con la cruz de San Hermenegildo distintivo blanco por méritos de guerra. En 1936, al estallido de la Guerra civil, era comandante de Estado Mayor.Se mantuvo fiel a la República, poniéndose al frente de una columna motorizada que se dirigió a Montoro. En agosto quedó a cargo de la columna Miaja de forma accidental, cuyas fuerzas fueron incapaces de conquistar Córdoba. Formó parte del Estado Mayor de la defensa de Madrid, y posteriormente formaría parte del Estado Mayor del Ejército del Centro. Se le consideró un militar «apolítico y estrictamente profesional».
Durante la contienda llegaría a alcanzar la graduación de teniente coronel. En diciembre de 1938 fue nombrado comandante del XXIII Cuerpo de Ejército, en sustitución del teniente coronel José María Galán. En marzo de 1939 rindió simbólicamente ante los franquistas todas las fuerzas del Ejército de Andalucía.
Capturado al final de la guerra por los franquistas, sería juzgado por «auxilio a la rebelión militar» y pasó algún tiempo en prisión.
Posteriormente, destacó como arabista, llegando a publicar una obra sobre los topónimos árabes en la provincia de Murcia.

## Familia
Era primo hermano del general de ingenieros Carlos Bernal García.

## Obras
- —— (1952). Topónimos árabes de la provincia de Murcia. Diputación de Murcia.[7]